# Serie A (1937/1938)
Serie A 1937/1938 – 38. edycja najwyższej w hierarchii klasy mistrzostw Włoch w piłce nożnej, organizowanych przez Direttorio Divisioni Superiori, które odbyły się od 12 września 1937 do 24 kwietnia 1938. Mistrzem został Ambrosiana-Inter, zdobywając swój czwarty tytuł.

## Organizacja
Liczba uczestników pozostała bez zmian (16 drużyn). Atalanta i Livorno awansowali z Serie B. Rozgrywki składały się z meczów, które odbyły się systemem kołowym u siebie i na wyjeździe, w sumie 34 rundy: 2 punkty przyznano za zwycięstwo i po jednym punkcie w przypadku remisu, z możliwą dogrywką, rozstrzygać sytuacje ex aequo w końcowej klasyfikacji.. Zwycięzca rozgrywek ligowych otrzymywał tytuł mistrza Włoch. Dwie ostatnie drużyny spadało do Serie B.

## Drużyny

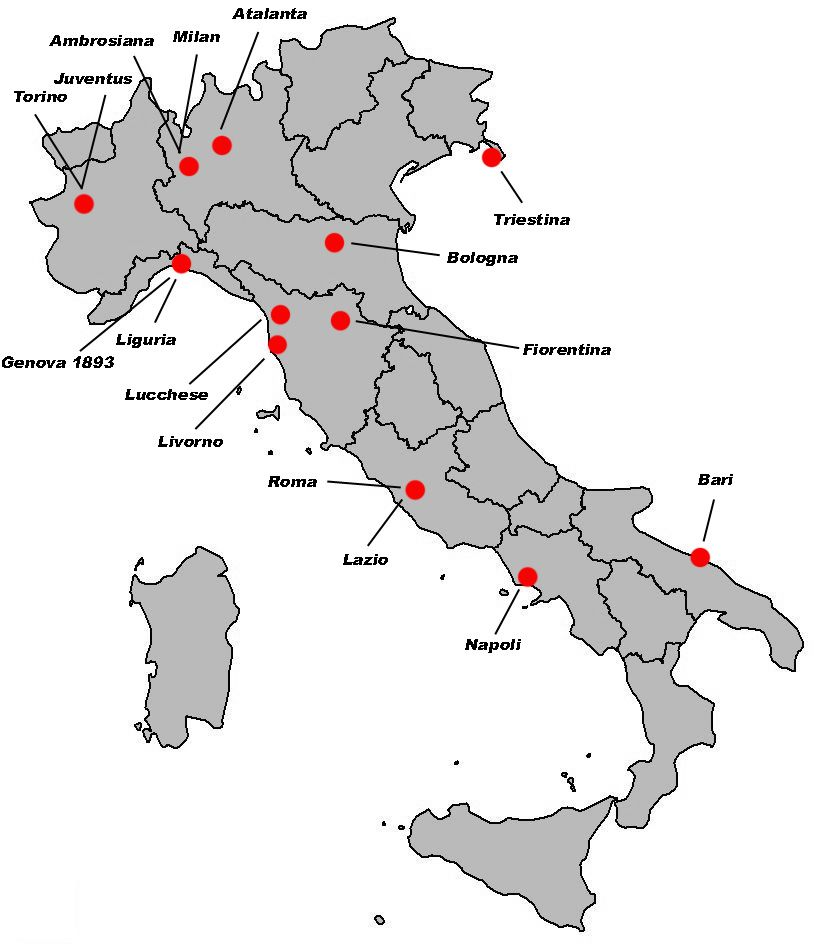
Lokalizacja klubów grających w Serie A

| Uczestnicy poprzedniej edycji                                                                                 | Uczestnicy poprzedniej edycji | Uczestnicy poprzedniej edycji | Uczestnicy poprzedniej edycji |
| --- | ----------------------------- | ----------------------------- | ----------------------------- |
| AMB | Ambrosiana-Inter              | 7                             |                               |
| BAR | Bari                          | 10                            |                               |
| BOL | Bologna                       | 1                             |                               |
| FIO | Fiorentina                    | 9                             |                               |
| GEN | Genova 1893                   | 6                             |                               |
| JUV | Juventus                      | 5                             |                               |
| LAZ | Lazio                         | 2                             |                               |
| LIG | Liguria                       | 14                            |                               |
| MIL | Milan                         | 7                             |                               |
| LUC | Lucchese                      | 4                             |                               |
| NAP | Napoli                        | 13                            |                               |
| ROM | Roma                          | 10                            |                               |
| TOR | Torino                        | 3                             |                               |
| TRI | Triestina                     | 12                            |                               |
| Awans z Serie B 1936/1937                                                                                     |                               |                               |                               |
| LIV | Livorno                       | 1                             |                               |
| ATA | Atalanta                      | 2                             |                               |
| Oznaczenia: - kolumna pierwsza – skróty nazw drużyn, - kolumna trzecia – miejsce zajęte w poprzednim sezonie. |                               |                               |                               |

## Tabela
| Poz | Klub             | M  | Z  | R  | P  | GZ | GS | +/- | Pkt | Uwagi       |
| --- | ---------------- | -- | -- | -- | -- | -- | -- | --- | --- | ----------- |
| 1.  | Ambrosiana-Inter | 30 | 16 | 9  | 5  | 57 | 28 | +29 | 41  | Mistrzostwo |
| 2.  | Juventus         | 30 | 14 | 11 | 5  | 43 | 22 | +21 | 39  |             |
| 3.  | Milan            | 30 | 13 | 12 | 5  | 43 | 27 | +16 | 38  |             |
| 3.  | Genova 1893      | 30 | 15 | 8  | 7  | 50 | 35 | +15 | 38  |             |
| 5.  | Bologna          | 30 | 14 | 9  | 7  | 46 | 34 | +12 | 37  |             |
| 6.  | Triestina        | 30 | 12 | 12 | 6  | 35 | 22 | +13 | 36  |             |
| 6.  | Roma             | 30 | 14 | 8  | 8  | 44 | 31 | +13 | 36  |             |
| 8.  | Lazio            | 30 | 11 | 10 | 9  | 48 | 30 | +18 | 32  |             |
| 8.  | Torino           | 30 | 12 | 8  | 10 | 39 | 37 | +2  | 32  |             |
| 10. | Napoli           | 30 | 8  | 12 | 10 | 37 | 39 | -2  | 28  |             |
| 11. | Liguria          | 30 | 8  | 8  | 14 | 33 | 42 | -9  | 24  |             |
| 11. | Livorno          | 30 | 8  | 8  | 14 | 29 | 45 | -16 | 24  |             |
| 13. | Bari             | 30 | 8  | 7  | 15 | 35 | 60 | -25 | 23  |             |
| 14. | Lucchese         | 30 | 5  | 11 | 14 | 28 | 55 | -37 | 21  |             |
| 15. | Atalanta         | 30 | 4  | 8  | 18 | 22 | 50 | -28 | 16  | Spadek      |
| 16. | Fiorentina       | 30 | 3  | 9  | 18 | 28 | 60 | -32 | 15  | Spadek      |

## Wyniki
| Gospodarz \ Gość | AMB | ATA | BAR | BOL | FIO | GEN | JUV | LAZ | LIG | LIV | LUC | MIL | NAP | ROM | TOR | TRI |
| Ambrosiana-Inter |     | 1:0 | 9:2 | 2:0 | 5:1 | 0:0 | 2:1 | 3:1 | 2:1 | 3:1 | 4:0 | 2:1 | 2:1 | 1:0 | 1:0 | 1:2 |
| Atalanta         | 1:1 |     | 0:0 | 1:2 | 1:1 | 3:4 | 0:1 | 0:0 | 2:0 | 1:3 | 1:0 | 0:0 | 2:0 | 0:2 | 2:1 | 0:3 |
| Bari             | 0:2 | 2:1 |     | 0:1 | 1:0 | 2:0 | 0:0 | 5:1 | 0:0 | 1:1 | 2:1 | 2:3 | 3:1 | 2:0 | 0:0 | 0:0 |
| Bologna          | 1:0 | 2:1 | 4:1 |     | 0:0 | 2:2 | 0:0 | 0:2 | 3:2 | 5:1 | 3:0 | 2:2 | 3:2 | 2:0 | 2:0 | 0:0 |
| Fiorentina       | 0:3 | 4:0 | 1:1 | 2:1 |     | 1:2 | 1:1 | 1:1 | 3:1 | 1:2 | 0:0 | 0:1 | 1:3 | 1:4 | 1:2 | 2:2 |
| Genova 1893      | 1:1 | 0:0 | 4:1 | 1:3 | 1:0 |     | 1:2 | 2:1 | 0:2 | 4:1 | 3:0 | 0:1 | 2:1 | 1:1 | 2:1 | 2:2 |
| Juventus         | 2:1 | 5:0 | 3:1 | 0:0 | 5:2 | 1:2 |     | 1:1 | 0:1 | 2:0 | 1:0 | 2:0 | 2:1 | 0:0 | 3:0 | 2:0 |
| Lazio            | 1:3 | 4:0 | 3:1 | 2:0 | 5:0 | 2:1 | 1:1 |     | 3:0 | 3:0 | 3:0 | 1:1 | 0:0 | 1:1 | 6:0 | 2:1 |
| Liguria          | 3:1 | 2:1 | 5:0 | 0:0 | 1:1 | 0:1 | 1:3 | 2:1 |     | 1:1 | 2:1 | 1:1 | 0:0 | 1:1 | 0:3 | 1:2 |
| Livorno          | 0:0 | 1:1 | 1:0 | 3:2 | 1:1 | 0:1 | 0:1 | 1:0 | 2:3 |     | 2:1 | 1:2 | 1:0 | 0:2 | 1:1 | 0:1 |
| Lucchese         | 3:3 | 3:2 | 2:1 | 3:3 | 2:1 | 0:4 | 0:0 | 0:0 | 0:0 | 1:1 |     | 1:1 | 2:2 | 2:0 | 2:2 | 1:0 |
| Milan            | 1:0 | 3:0 | 5:1 | 0:1 | 3:1 | 2:2 | 1:1 | 2:2 | 2:1 | 1:0 | 4:0 |     | 3:1 | 1:0 | 0:1 | 0:0 |
| Napoli           | 1:1 | 1:0 | 1:0 | 1:1 | 3:0 | 2:2 | 1:1 | 1:0 | 3:2 | 1:1 | 2:1 | 1:1 |     | 2:2 | 1:1 | 3:0 |
| Roma             | 1:1 | 2:1 | 3:2 | 0:1 | 4:0 | 1:3 | 2:1 | 2:1 | 1:0 | 1:0 | 5:0 | 3:1 | 2:1 |     | 2:1 | 1:1 |
| Torino           | 1:1 | 2:1 | 2:4 | 3:1 | 2:0 | 0:1 | 1:1 | 1:0 | 3:0 | 4:1 | 3:2 | 0:0 | 0:0 | 3:1 |     | 1:0 |
| Triestina        | 1:1 | 0:0 | 6:0 | 3:1 | 2:1 | 2:1 | 2:0 | 0:0 | 1:0 | 0:2 | 0:0 | 0:0 | 3:0 | 0:0 | 1:0 |     |

Źródło: Almanacco Illustrato del Calcio - La Storia 1898-2004, Panini Edizioni, Modena, September 2005 (wł.)
Objaśnienia:
1Drużyna gospodarzy jest wymieniona po lewej stronie tabeli.
Kolory: zielony – zwycięstwo gospodarzy, żółty – remis, różowy – zwycięstwo gości.

## Najlepsi strzelcy
| Bramki | Strzelcy           | Drużyna          |
| ------ | ------------------ | ---------------- |
| 20 (2) | Giuseppe Meazza    | Ambrosiana-Inter |
| 18 (2) | Guglielmo Trevisan | Triestina        |
| 16     | Aldo Boffi         | Milan            |
| 16     | Danilo Michelini   | Roma             |
| 15 (1) | Silvio Piola       | Lazio            |
| 15 (1) | Carlo Reguzzoni    | Bologna          |

## Skład mistrzów
| Zwycięzca Serie A 1937/38 |
| ------------------------- |
| Ambrosiana-Inter 4 Tytuł  |

| formacja                                                                                     | Piłkarz (liczba meczów) |
| -------------------------------------------------------------------------------------------- | --- |
| Peruchetti Buonocore Setti Locatelli Olmi Antona Ferrara I Ferrari Frossi Ferraris II Meazza | Giuseppe Peruchetti (30) |
| Peruchetti Buonocore Setti Locatelli Olmi Antona Ferrara I Ferrari Frossi Ferraris II Meazza | Carmelo Buonocore (29) |
| Peruchetti Buonocore Setti Locatelli Olmi Antona Ferrara I Ferrari Frossi Ferraris II Meazza | Duilio Setti (26) |
| Peruchetti Buonocore Setti Locatelli Olmi Antona Ferrara I Ferrari Frossi Ferraris II Meazza | Ugo Locatelli (30) |
| Peruchetti Buonocore Setti Locatelli Olmi Antona Ferrara I Ferrari Frossi Ferraris II Meazza | Renato Olmi (30) |
| Peruchetti Buonocore Setti Locatelli Olmi Antona Ferrara I Ferrari Frossi Ferraris II Meazza | Piero Antona (28) |
| Peruchetti Buonocore Setti Locatelli Olmi Antona Ferrara I Ferrari Frossi Ferraris II Meazza | Annibale Frossi (22) |
| Peruchetti Buonocore Setti Locatelli Olmi Antona Ferrara I Ferrari Frossi Ferraris II Meazza | Nicola Ferrara (I) (18) |
| Peruchetti Buonocore Setti Locatelli Olmi Antona Ferrara I Ferrari Frossi Ferraris II Meazza | Giuseppe Meazza (26) |
| Peruchetti Buonocore Setti Locatelli Olmi Antona Ferrara I Ferrari Frossi Ferraris II Meazza | Giovanni Ferrari (30) |
| Peruchetti Buonocore Setti Locatelli Olmi Antona Ferrara I Ferrari Frossi Ferraris II Meazza | Pietro Ferraris (II) (30) |
| Peruchetti Buonocore Setti Locatelli Olmi Antona Ferrara I Ferrari Frossi Ferraris II Meazza | Pozostałe piłkarze: Giuseppe Ballerio (4), Emilio Gattoronchieri (1), Costantino Sala (II) (2), Antonio Ferrara (II) (10), Aldo Campatelli (6), Piero Colli (5), Antonio Bisigato (2), Ezio Meneghello (1). |